# Bayanjargalan (distrikt i Mongoliet, Töv)
Bayanjargalan (mongoliska: Баянжаргалан Сум, Баянжаргалан, Bayanjargalan Sum) är ett distrikt i Mongoliet.   Det ligger i provinsen Töv, i den centrala delen av landet, 130 km sydost om huvudstaden Ulaanbaatar.